# Ali (aktor)
Ali (ur. 10 października 1967, 1968 lub 1970) – indyjski aktor.
Urodził się w ubogiej rodzinie w Rajahmundry w Andhra Pradesh. Jego ojciec był krawcem. Debiutował w Seethakoka Chiluka (1981). Jako aktor dziecięcy występował w różnych filmach w telugu i języku tamilskim. Jest jednym z najbardziej cenionych aktorów komediowych Tollywood. Zagrał w przeszło 800 filmach, także w kannada. Posiada doktorat honorowy Academy Of Universal Global Peace w Coimbatore, przyznany w 2013. Nagrodzony Filmare Award dla najlepszego aktora komediowego (telugu) w 2003 i 2005.

## Nagrody
- Nagroda Filmfare Najlepszy aktor komediowy (telugu): 2003 Amma Nanna O Tamila Ammayi
- Nagroda Filmfare Najlepszy aktor komediowy (telugu): 2005 Super